# Bombardement de Barcelone (1842)
Le Bombardement de Barcelone a lieu le 3 décembre 1842.
La politique libre-échangiste du régent Baldomero Espartero, et les préjudices qu'elle a causés à l'industrie et aux ouvriers conduisent à une révolte civile à Barcelone, et l'armée doit se réfugier au château de Montjuïc.
Le capitaine général Antonio vont Halen y Sarti ordonne le bombardement d'artillerie de la ville depuis cette position avec environ un millier de projectiles. L'action de l'artillerie est aveugle, provoquant des incendies dans toute la ville. L'opération commence avant midi et se termine, dans sa première phase, vers deux heures de l'après-midi. Elle reprend deux heures plus tard lorsque plusieurs bâtiments publics et privés brûlent ou ont été démolis et que les blessés ont été relevés par la population. À 6 heures de l'après-midi deux commissions de citoyens partent, l'une de la ville et l'autre de la Barceloneta, et se rendent à la caserne générale pour demander la cessation des hostilités et offrir la soumission de la ville. La junte révolutionnaire demande la cessation de l'attaque pour céder la place, et l'armée exige au préalable la reddition et la livraison des responsables de la révolte. À minuit, les négociateurs parviennent à un accord avec Van Halen et le bombardement cesse. Le bilan final s'élève à 1 014 projectiles tirés, 462 bâtiments détruits ou endommagés et entre 20 et 30 morts.
Au cours de cet épisode, le diplomate français Ferdinand de Lesseps, consul général de France à Barcelone, joue un rôle important : il réussit à rencontrer le chef des forces de la répression pour arrêter les bombardements, libérer de nombreux détenus et réduire l'amende qui devait être infligée à la ville,. Ces actions ont motivé qu'en 1895, l'année suivant sa mort, Barcelone lui dédie l'une de ses places les plus grandes et les plus emblématiques, celle qui porte toujours son nom.

## Conséquences
Les mesures dictées par le capitaine général Antonio vont Halen y Sarti, consistant en la déclaration de l'état d'exception, la livraison d'armes, l'application de fortes amendes à la ville et aux personnes qui ne collaborent pas, et la dissolution de la Milice Nationale, provoquent une réaction inverse aux buts escomptés. De nombreux groupes sociaux s'opposent au régime du général Baldomero Espartero, qui démissionne de son poste de régent et doit fuir en Angleterre en 1843.
Une nouvelle révolte l'année suivante provoque un nouveau bombardement, cette fois focalisé sur les chantiers navals et les remparts.